# Пёстрый фазан микадо
Пёстрый фазан микадо (лат. Syrmaticus mikado) — вид птиц из семейства фазановых. На Тайване иногда рассматривается как неофициальная национальная птица (наряду с свайновой лофурой и толстоклювой лазоревой сорокой). Пара этих птиц и национальный парк Юйшань, где они обитают, изображены на купюре в 1000 тайваньских долларов.

## Название

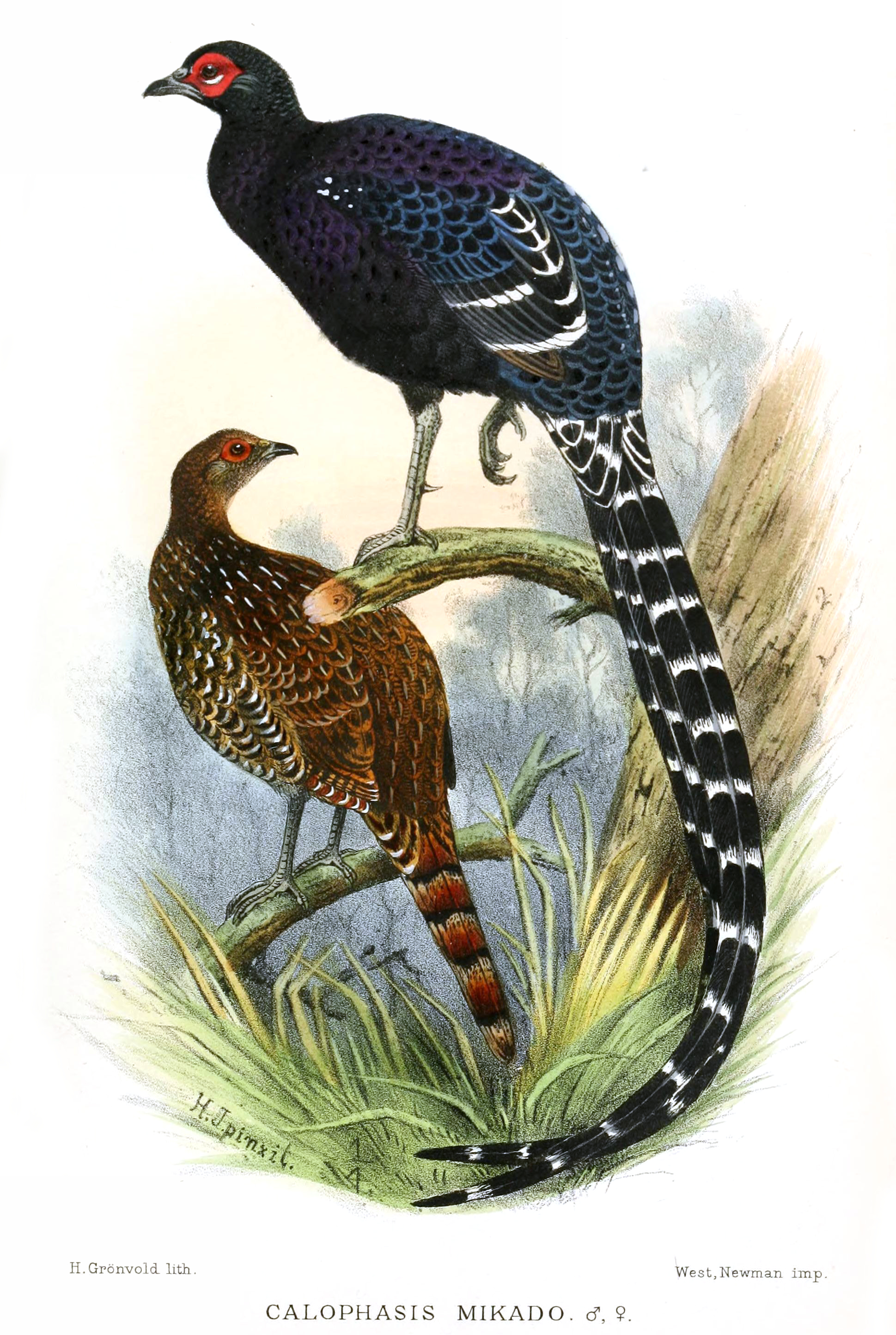

Вид назван в честь микадо (императора Японии), который оккупировал Тайвань. Однако его китайское название 帝雉 (dìzhì) также означает в переводе «императорский фазан».

## Описание
Длина тела самцов достигает 87,5 см, из них на хвост приходится 49—53 см; масса тела до 1300 г. Самки намного мельче, их длина с хвостом не превышает 53 см (хвост 17—22 см), а масса тела — до 1015 г.

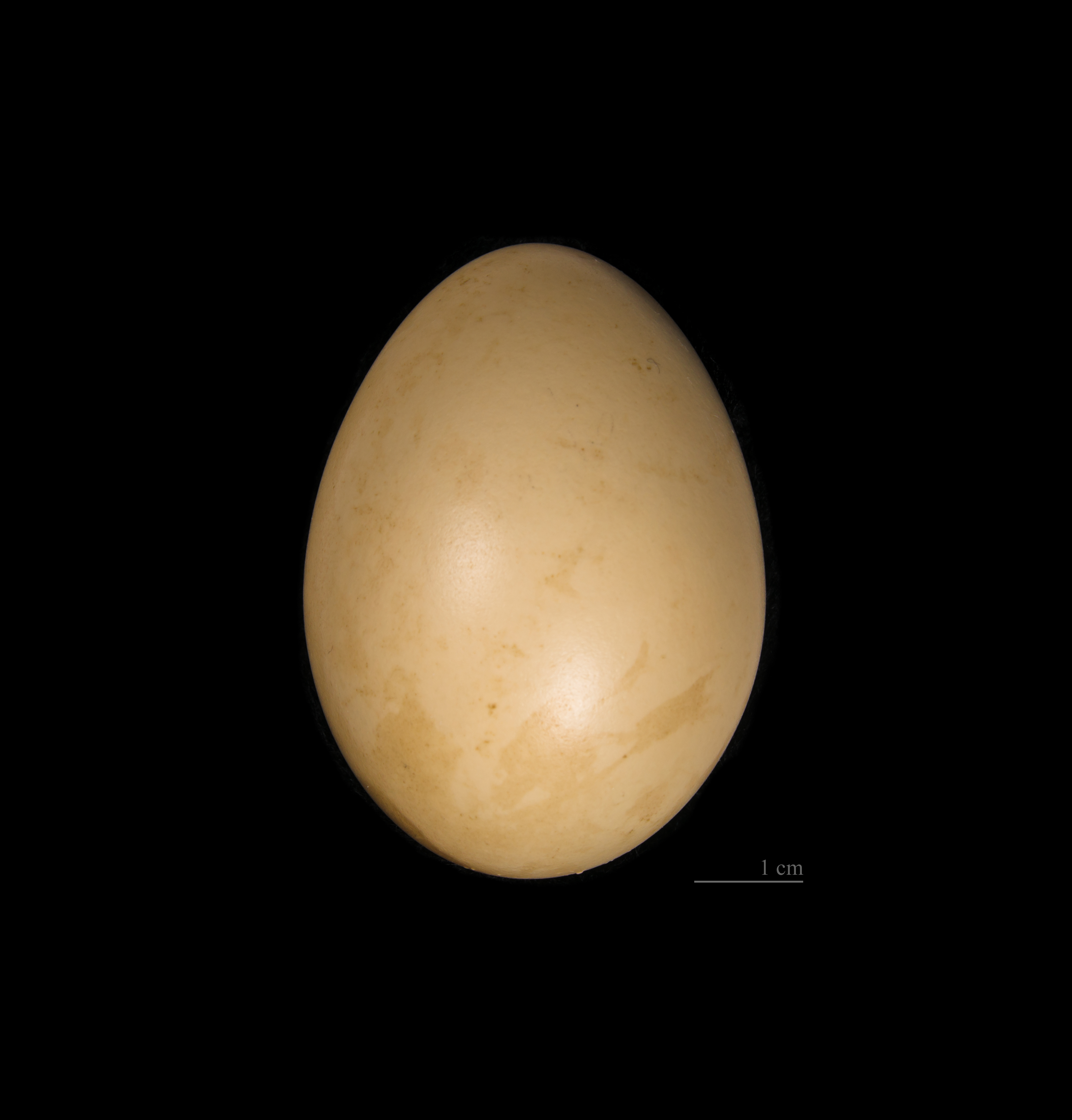
Яйцо Syrmaticus mikado — музей MHNT

Сезон размножения продолжается с марта по июнь. Самка обычно откладывает 3—8 яиц.

## Распространение
Вид является эндемиком горных районов Тайваня. Птицы держатся на высоте от 1800 до 3300 м над уровнем моря.
МСОП присвоил таксону охранный статус «Близки к уязвимому положению» (NT). Угроза для вида состоит в утрате мест обитания из-за оползней и развития транспортной инфраструктуры.